# Neanotis prainiana
Neanotis prainiana är en måreväxtart som först beskrevs av Talbot, och fick sitt nu gällande namn av Walter Hepworth Lewis. Neanotis prainiana ingår i släktet Neanotis och familjen måreväxter. Inga underarter finns listade i Catalogue of Life.